# Vargem Grande do Soturno
Vargem Grande do Soturno é um distrito do município de Cachoeiro de Itapemirim, no Espírito Santo.

## História
O povoado que deu origem ao distrito se desenvolveu ao redor da estação ferroviária Soturno, inaugurada pela Estrada de Ferro Leopoldina em 31/08/1917. Pela Lei Estadual n.º 779 de 29/12/1953 foi criado o distrito de Vargem Grande do Soturno.

## Geografia

### Localização
O distrito está situado na região leste do município. Sua sede se localiza próxima aos limites do município de Cachoeiro de Itapemirim com Vargem Alta, onde são delimitados pelos altos relevos.

### População
Pelo Censo 2010 (IBGE) a população total do distrito era de 4 394 habitantes, e a população urbana era de 462 habitantes.

### Área territorial
A área territorial do distrito é de 34,32 km².

## Características
É cortado pela rodovia ES-164, que liga a BR-262 em Venda Nova do Imigrante a BR 101 em Cachoeiro do Itapemirim, e por uma ferrovia, a Linha do Litoral da antiga Estrada de Ferro Leopoldina, que liga o distrito à Vila Velha e ao Rio de Janeiro. Atualmente, a ferrovia e seus pontilhões e túneis são patrimônios históricos do distrito, bastante frequentados por turistas, onde contam com uma belíssima paisagem vista do alto das montanhas capixabas.
O distrito possui um grande número de empresas no ramo de mármore e granito que gera muito em contribuição para a cidade.
No distrito também se localiza o Mirante do Alto Formoso, que por anos era confundida sua localização no município de Vargem Alta, mas no ano de 2020 o IDAF confirmou que o Mirante se localizava integralmente no município de Cachoeiro, estando então no distrito de Vargem Grande de Soturno.